# جوشوا هارمون
جوشوا هارمون (بالإنجليزية: Joshua Harmon)‏ هو كاتب مسرحي أمريكي، ولد في 1983 في نيويورك في الولايات المتحدة.

## وصلات خارجية
- جوشوا هارمون على موقع قاعدة بيانات برودواي على الإنترنت (الإنجليزية)